# Orfeo ed Euridice (Bertoni)
Orfeo ed Euridice è un'opera lirica di Ferdinando Bertoni sul libretto di Ranieri de' Calzabigi, che era già stato musicato da Christoph Willibald Gluck (1762) e da Antonio Tozzi (1775). Fu rappresentata in prima assoluta al Teatro (Gallo) San Benedetto di Venezia il 3 gennaio 1776 e fu l'occasione per celebrare l'abbondono delle scene da parte del grande castrato Gaetano Guadagni che aveva creato lo stesso ruolo anche nelle precedenti versioni di Gluck e Tozzi.

## Storia
L'opera ebbe un successo straordinario e Bertoni comunicò entusiasta a padre Martini che l'imperatore Giuseppe II ne aveva commissionato la stampa dell'intera partitura. Il successo continuò attraverso tutta l'Europa nell'ultimo scorcio del XVIII secolo, ma l'opera fu successivamente eclissata dalla consorella gluckiana che rimase sempre in repertorio soprattutto grazie alla sua versione francese.
Il testo musicato è costituito dal solito libretto a lieto fine firmato da Calzabigi: la disponibilità al Teatro San Benedetto del grande tenore Giacomo David indusse però a cambiare il nome del terzo dei protagonisti, da Amore, divinità giovanile di solito interpretata da soprani in travesti, a Imene, deità di età più matura e quindi più confacente alla voce scura del tenore baritonale. La parte di Euridice fu interpretata dal soprano Camilla Passi Sarti.
La rappresentazione dell'opera di Bertoni fu anche occasione di polemica da parte degli agguerriti seguaci parigini di Gluck, i quali accusarono Bertoni di plagio: in parte si trattava di una reazione nei confronti delle rivelazioni della stampa d'oltralpe secondo cui era stato invece Gluck a collocare alla fine del primo atto dell'Orfeo parigino l'aria di bravura "So che dal ciel discende" tratta dal Tancredi di Bertoni, fornita ovviamente di un nuovo testo ("L'espoir renaît dans mon âme"). Alla fine comunque Bertoni riconobbe candidamente i suoi debiti nei confronti di Gluck, annotando: "Gli uomini per altro di giusto e fino discernimento potranno ben conoscere la diversità nel rimanente".

## Trama
L'azione teatrale si divide in tre atti.
Nel primo atto si svolge la cerimonia funebre di Euridice, interrotta più volte dallo stesso Orfeo che evoca disperato l'amata sposa, finché Imene non gli comunica la possibilità, concessagli dagli dei, di riportare in vita la sposa a condizione di non voltarsi a guardarla per tutto il viaggio di ritorno dall'Ade.
Il secondo atto si svolge negli Inferi dove Orfeo, grazie al suono della sua lira ed al suo canto, riesce ad affascinare le divinità infernali e a convincerle a restituirgli Euridice.
Nel terzo atto Orfeo guida Euridice verso la luce, ma non riesce a resistere alle sue invocazioni disperate e, voltatosi a guardarla, ne provoca nuovamente la morte. Orfeo piange sul corpo della sposa ed, invocandola , decide di togliersi la vita, quando interviene di nuovo Imene informandolo che gli dei, commossi, hanno deciso di restituirgli definitivamente l'amata.

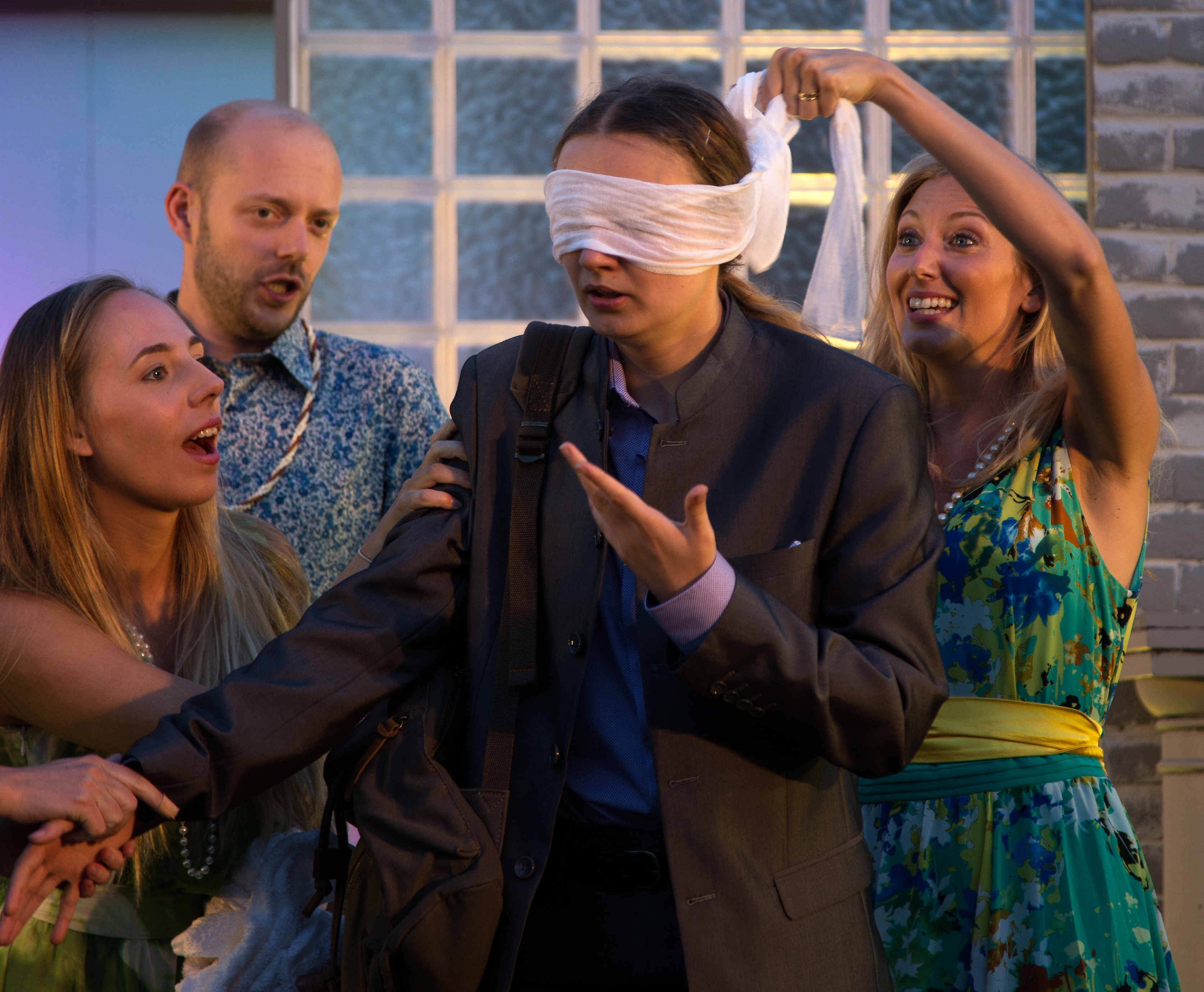
Scena dell'opera Orfeo di Ferdinando Bertoni eseguita da Bampton Classical Opera nel 2014, con Anna Starushkevych nel ruolo del titolo